# Eiji Mitooka
Eiji Mitooka (水戸岡 鋭治, Mito'oka Eiji, né le 5 juillet 1947 dans la Préfecture d'Okayama) est un industriel et designer japonais travaillant dans l'entreprise de design industriel Don Design Associates. Il travaille également dans la compagnie ferroviaire JR Kyushu pour laquelle il crée de nombreux modèles de trains.